# Борес-э-Мартрон
Боре́с-э-Мартро́н (фр. Boresse-et-Martron) — коммуна во Франции, находится в регионе Пуату — Шаранта. Департамент коммуны — Шаранта Приморская. Входит в состав кантона Монгион. Округ коммуны — Жонзак.
Код INSEE коммуны — 17054.

## Население
Население коммуны на 2010 год составляло 198 человек.
| 1962 | 1968 | 1975 | 1982 | 1990 | 1999 | 2010 |
| ---- | ---- | ---- | ---- | ---- | ---- | ---- |
| 358  | 304  | 255  | 228  | 198  | 221  | 198  |

## Экономика
В 2010 году среди 109 человек трудоспособного возраста (15—64 лет) 73 были экономически активными, 36 — неактивными (показатель активности — 67,0 %, в 1999 году было 71,3 %). Из 73 активных жителей работали 66 человек (40 мужчин и 26 женщин), безработных было 7 (1 мужчина и 6 женщин). Среди 36 неактивных 5 человек были учениками или студентами, 18 — пенсионерами, 13 были неактивными по другим причинам.